# Котешков, Владимир Дмитриевич
Владимир Дмитриевич Котешков (1926 — 16 сентября 1962) — бригадир трактористов, ценой собственной жизни спасший хлебное поле совхоза «Щербаковский» от пожара.

## Биография
В армии служил понтонёром в должности командира понтонного отделения.
Член КПСС. Приехал на освоение целины по путевке Щербаковского райкома Московской партийной организации в Нуринский район, где стал одним из организаторов совхоза «Щербаковский». Руководитель комсомольско-молодежной бригады.

## Подвиг
В 1962 году лето выдалось сухим; три самых жарких месяца прошли без дождей. 5 сентября 1962 года в степи возник очаг возгорания; степной пожар распространился на площади 500 га. Огонь угрожал последнему ещё нескошенному совхозному полю площадью около 1000 га. Котешков, производивший объезд хозяйства на лёгком колёсном тракторе, увидев приближающуюся к полю стену огня, поспешил к границе поля, где встретил ДТ-54 с прицепным плугом Николая Грибова, который возвращался в полевой стан, завершив пахоту под зябь.
Вдоль границы поля имелась противопожарная опашка. Однако трактористы опасались, что наблюдаемый ими пожар из-за своей значительной силы сумеет её преодолеть, и приняли решение срочно пропахать в ковыле ещё одну двухметровую заградительную полосу — на расстоянии около двадцати метров от основной — с расчётом на то, что, преодолевая эту полосу, пожар потеряет силу, после чего не сможет преодолеть основную. К этому моменту огню оставалось преодолеть порядка шести километров до поля.
Грибов вёл трактор, а Котешков занял место оператора плуга. По мере пропашки полосы они убеждались, что их расчёт был верным, и преодолевший пропаханную ими полосу огонь полностью глох на основной. Однако стена огня приближалась к трактору, и отдельные языки пламени доставали Котешкова; одежда на нём загорелась. Несмотря на это, трактористам удалось завершить полосу и отрезать огонь от поля. Выскочивший из трактора Грибов поспешил на помощь Котешкову, но его испачканная машинным маслом спецовка тоже загорелась. Котешкову удалось погасить пламя на Грибове, забросав его землёй, но было поздно. Согласно другому источнику, трактор заглох при попытке покинуть горящий участок, а трактористы обгорели, пытаясь его завести.
Сбросив остатки одежды, обгоревший Котешков пешком отправился к полевому стану. Через три километра его встретил комбайнёр Николай Макан на своём С-4М и доставил в правление колхоза. Оттуда Котешков был доставлен в больницу совхоза «Индустриальный». Было обожжено 85 % его тела, в том числе ожоги третьей и четвёртой степени составляли 70 % тела. Котешков в критическом состоянии был перевезён в больницу Караганды, а через два дня — эвакуирован в ожоговый центр в Москве, где, несмотря на все усилия врачей, 16 сентября он скончался.
Похоронен на Пятницком кладбище в Москве.

## Награды
- орден «Знак Почёта»[8] (посмертно)

## Память
- За полем № 40, спасённом трактористами, навечно закреплён этот номер[6]. На краю поля установлен обелиск «Огненные трактористы»[5][6].
- Бригада, в которой работал Котешков, названа его именем[7].
- В 1963 году киностудией «Молдова-фильм» был снят кинофильм «Огненные трактористы» (реж. А. Литвин, оператор В. Чуря).
- Имeнем Котешкова названа улица в селе Щербаковское[9].
- Поэтом Н. Н. Кузнецовым написана поэма «Быль про огненных трактористов»[10].